# AS Excelsior
Die Association Sportive de l’Excelsior, auch bekannt als AS Excelsior, ist ein Fußballverein aus Saint-Joseph auf Réunion, einem französischen Übersee-Département im Indischen Ozean. Aktuell spielt der Verein in der ersten Liga.

## Geschichte
Der Verein wurde am 6. Oktober 1940 gegründet.

## Erfolge
- Réunionischer Meister: 1974, 2023, 2024
- Réunionischer Pokalsieger: 2004, 2005, 2014, 2015, 2024

## Stadion
Der Verein trägt seine Heimspiele im Stade Raphaël Babet in Saint-Joseph aus. Das Stadion hat ein Fassungsvermögen von 1200 Personen.

## Trainerchronik
| Trainer          | Nation              | von           | bis           |
| ---------------- | ------------------- | ------------- | ------------- |
| Eric Assati      | Réunion             | Juli 2004     | Juli 2008     |
| Farès Bousdira   | Frankreich Algerien | 1. Juni 2009  | 30. Juni 2015 |
| Bernard Mahmoud  | Frankreich          | Januar 2017   | Juli 2017     |
| Dominique Veilex | Réunion             | 1. Juli 2017  | Juni 2020     |
| Eric Assati      | Réunion             | Dezember 2019 |               |